# Fado, História d’uma Cantadeira
Fado, História d’uma Cantadeira (dt.: Fado, Geschichte einer Sängerin) ist ein portugiesischer Fado-Musikfilm aus dem Jahr 1947. Er wird am Rande der Comédia portuguesa zugerechnet.

## Handlung
Ana Maria, eine einfache Sängerin aus der Nachbarschaft des Alfama-Viertels, wird entdeckt und steigt zum erfolgreichen internationalen Star auf. Ihre Liebe zu Júlio, ihrem Gitarristen aus der Nachbarschaft, vergisst sie trotz eines Streits nach einem tragischen Ereignis im Viertel nicht. Nach allerlei Wirrungen im Leben der beiden und kurz nach dem Entschluss Júlios, sich in die afrikanischen Kolonien Portugals einzuschiffen, treffen sie nochmal aufeinander.

## Rezeption
Der Film gehört zu den erfolgreichen Werken des Portugiesischen Kinos der 1930er und 40er Jahre. Insbesondere die populäre Sängerin Amália Rodrigues und der bekannte Schauspieler Virgílio Teixeira, an der Seite der beliebten Komödienschauspieler António Silva und Vasco Santana, sorgten für ein großes Publikum, das zudem mit typisch portugiesischen Motiven des Szenendekor und der Musikauswahl gelockt wurde. Das Drehbuch blieb in den Grenzen der üblichen Liebesfilme, und suggerierte dabei eine biografische Nähe zur tatsächlichen Person der Hauptdarstellerin, die im Film wie im wirklichen Leben aus einfachsten Verhältnissen zur international gefeierten Starsängerin wurde. Amália Rodrigues konnte hier ihre Schauspielleistung weiter verbessern, und Lieder des Films erlangten einige Popularität.